# ダニエル・ジートカ
ダニエル・ジートカ（Daniel Zítka、1975年6月20日 - ）は、チェコ (旧チェコスロバキア)・ハヴィジョフ出身の元サッカー選手。現役時代のポジションはGK。元チェコ代表。
現在はACスパルタ・プラハにてGKコーチを務める。

## 経歴
1994年、FKヴィクトリア・ジシュコフにてプロデビューを果たした。その後は国内やスロバキアのクラブに短期間在籍し、1999年からベルギーのロケレンに3シーズン所属した。2002年の夏、RSCアンデルレヒトに加入すると、2004-05シーズンと2005-06シーズン、ラストシーズンを除いてレギュラーとしてプレー。2006-07シーズンにはリーグの最優秀GKにも選出された。2010年5月に母国チェコに復帰し、ACスパルタ・プラハに2シーズンのみ在籍して現役を引退した。
チェコ代表には通算3試合出場したが、同時期にペトル・チェフがいたため、あまり出場機会は得られなかった。